# 田中伊織
田中 伊織（たなか いおり、? - 文久3年9月13日（1863年10月25日）?）は、幕末の浪人、壬生浪士。
文久3年（1863年）5月25日以降に入隊。西村兼文の『新撰組始末記』によると9月23日、田中が「近藤の意に応ぜざる事のあるをにらみ、闇殺す」と、近藤勇の手によって誅殺されたことが記されているが、それ以外の史料は乏しく、出自も不明である。
なお壬生寺内にある新選組隊士の墓所、通称「壬生塚」の合祀墓に、野口健司・安藤早太郎ら6名の隊士たちと共に田中伊織が葬られている。墓石には「文久三年九月十三日卒」と刻まれており、没日が近いことや、新選組内の水戸派に属していた芹沢鴨や平山五郎、野口らと同じ壬生寺に墓があることから、田中伊織は新見錦の変名ではとの説もあるが、あくまで推測の域を出ない。